# 1. Tennis-Bundesliga (Herren) 1999
In der 28. Saison der Tennis-Bundesliga der Herren 1999 wurde die Mannschaft des ETuF Essen Deutscher Meister.

## Saisonüberblick
Der deutsche Meister 1999 wurde in zwei Finalspielen des Tabellenersten gegen den Tabellenzweiten ermittelt, wobei jeder Verein einmal Heimrecht besaß. Der ETuF Essen konnte sich in beiden Spielen gegen den TK Grün-Weiss Mannheim durchsetzen. In beiden Spielen entschieden nach einem 3:3 Zwischenstand nach den Einzeln erst die abschließenden Doppelpaarungen über den Sieger. Das Hinspiel am 10. September gewann ETuF mit 6:3 und das Rückspiel am 12. September mit 5:4.
Der Oberhausener THC und der TC Amberg am Schanzl mussten in die 2. Bundesliga absteigen.

## Endspiele
| \| Liga: 1. Bundesliga \| Spieltag: Endspiele (Hinspiel) \| Datum: 10. September 1999 \| |                                |                              |        |                                    |               |
|                                                                                          | Nr. ML                         | TK Grün-Weiss Mannheim       | Nr. ML | ETuF Essen                         | 3 : 6         |
| Einzel 1                                                                                 | –                              | Fernando Vicente             | –      | Magnus Gustafsson                  | 7:6, 3:6, 6:1 |
| Einzel 2                                                                                 | –                              | Hernán Gumy                  | –      | Christian Ruud                     | 4:6, 6:3, 4:6 |
| Einzel 3                                                                                 | –                              | Óscar Serrano                | –      | Jens Knippschild                   | 7:6, 4:6, 3:6 |
| Einzel 4                                                                                 | –                              | Marcello Craca               | –      | Mikael Tillström                   | 2:6, 4:6      |
| Einzel 5                                                                                 | –                              | Dirk Dier                    | –      | Lars Burgsmüller                   | 6:1, 6:0      |
| Einzel 6                                                                                 | –                              | Daniel Elsner                | –      | Sebastián Prieto                   | 6:1, 6:2      |
| Doppel 1                                                                                 | –                              | Fernando Vicente Hernán Gumy | –      | Magnus Gustafsson Christian Ruud   | 4:6, 4:6      |
| Doppel 2                                                                                 | –                              | Dirk Dier Jan-Ralph Brandt   | –      | Jens Knippschild Mikael Tillström  | 5:7, 5:7      |
| Doppel 3                                                                                 | –                              | Daniel Elsner Thomas Messmer | –      | Hendrik Dreekmann Sebastián Prieto | 0:6, 7:6, 6:7 |
| Liga: 1. Bundesliga                                                                      | Spieltag: Endspiele (Hinspiel) | Datum: 10. September 1999    |        |                                    |               |

| \| Liga: 1. Bundesliga \| Spieltag: Endspiele (Rückspiel) \| Datum: 12. September 1999 \| |                                 |                                    |        |                                   |                 |
|                                                                                           | Nr. ML                          | ETuF Essen                         | Nr. ML | TK Grün-Weiss Mannheim            | 5 : 4           |
| Einzel 1                                                                                  | –                               | Magnus Gustafsson                  | –      | Fernando Vicente                  | 2:6, 2:6        |
| Einzel 2                                                                                  | –                               | Christian Ruud                     | –      | Hernán Gumy                       | 6:4, 1:6, 0:6   |
| Einzel 3                                                                                  | –                               | Hendrik Dreekmann                  | –      | Óscar Serrano                     | 7:6, 4:6, 3:6   |
| Einzel 4                                                                                  | –                               | Jens Knippschild                   | –      | Dirk Dier                         | 6:4, 2:6, 3:6   |
| Einzel 5                                                                                  | –                               | Mikael Tillström                   | –      | Daniel Elsner                     | 6:4, 3:0 aufgg. |
| Einzel 6                                                                                  | –                               | Sebastián Prieto                   | –      | Carsten Arriens                   | 7:6, 7:6        |
| Doppel 1                                                                                  | –                               | Magnus Gustafsson Lars Burgsmüller | –      | Fernando Vicente Jan-Ralph Brandt | 4:6, 5:7        |
| Doppel 2                                                                                  | –                               | Jens Knippschild Mikael Tillström  | –      | Hernán Gumy Dirk Dier             | 6:3, 6:3        |
| Doppel 3                                                                                  | –                               | Hendrik Dreekmann Sebastián Prieto | –      | Óscar Serrano Thomas Messmer      | 6:3, 6:2        |
| Liga: 1. Bundesliga                                                                       | Spieltag: Endspiele (Rückspiel) | Datum: 12. September 1999          |        |                                   |                 |